# Rosa Roth – Trauma
Trauma ist ein deutscher Fernsehfilm von Carlo Rola aus dem Jahr 2012. Es handelt sich um die dreißigste Episode der ZDF-Kriminalfilmreihe Rosa Roth mit Iris Berben in der Titelrolle.

## Handlung
Bei einem Verkehrsunfall wird eine Frau lebensbedrohlich verletzt. Die Polizei ermittelt wegen Fahrerflucht. Die beiden Kommissare Rosa Roth und Markus Körber werden durch einen jungen Zeugen auf Francis Song als möglichen Täter aufmerksam gemacht, der, wie sich vom LKA erfahren, zu einem Ring krimineller Pharmahändler gehört. Das LKA bittet die Kommissare um die Vermeidung von einem Großeinsatz, um eine Verhaftung Songs mit mehr Beweismaterial zu gewährleisten. Als es aber dennoch zu einem solchen Einsatz kommt, entflieht den Polizeibeamten Francis Song. Roth und Körber nehmen die Verfolgung des Chinesen auf.

## Hintergrund
Trauma wurde vom 28. Oktober 2010 bis zum 20. Dezember 2010 in Berlin und Umgebung gedreht. Am 31. März 2012 wurde die Folge um 20:15 Uhr im ZDF erstausgestrahlt.

## Kritik
Die Kritiker der Fernsehzeitschrift TV Spielfilm vergaben dem „superb gespielten“ Film die bestmögliche Wertung, sie zeigten mit dem Daumen nach oben. Hervorgehoben wurde der „frische Wind“, den Jördis Triebel in die Serie bringe. Sie konstatierten: „Ein Fall, der unter die Halskrause geht“.